# 음치
음치(音痴)는 소리의 감각이 둔한 사람을 가리키는 말이며, 특히 가창에 필요한 능력이 떨어지는 사람을 가리키는 말이다. 자각하고 있는 경우도 있으나, 타인에게 지적받지 않으면 모르는 경우도 있다.

## 설명
음치는 이전의 뇌 병변, 청력 상실, 인지 결함, 환경 자극 부족 등으로 설명할 수 없는 음악적 장애를 말하며 전체 인구의 약 4%에 영향을 미친다. 선천성 음치를 가진 사람은 대부분의 사람들이 타고난 음악적 성향이 부족한 것 같다. 정상적인 청력검사와 평균 이상의 지적 능력과 기억력을 갖고 있어도 익숙한 곡을 인식하거나 흥얼거리지 못한다. 또한 앞서 논의한 바와 같이 유아가 나타내는 음악적 성향 중 하나인 멜로디 맥락에서 불협화음에 대한 민감성을 나타내지 않는다. 선천적 음치의 특징은 세밀한 음조 식별 능력의 결함이며, 이 결함은 선천성 음치에 주어진 멜로디에서 잘못된 음을 선택하도록 요청받을 때 가장 분명하게 나타난다. 연속된 두 음조 사이의 거리가 작으면 선천적인 음악은 음조 변화를 감지할 수 없다. 음조 지각의 이러한 결함으로 인해 음계를 내면화하지 못하여 평생 음악적 장애가 나타날 수 있다. 세밀한 음높이 변별력이 부족하여 어뮤직이 주로 작은 음높이 변화로 구성된 음악을 즐기고 감상하는 것이 극히 어렵다.
음치인 사람들은 인간 말의 운율이나 억양을 완전히 해석할 수 있기 때문에 음악에 관해서만 장애가 있는 것처럼 보인다. 음치에는 음조 언어 사회에 속하는 것과 강한 음의 상관관계가 있다. 이는 음표를 재생하고 구별하는 능력이 학습된 기술일 수 있다는 증거일 수 있다. 반대로, 정확한 음조 식별에 대한 유전적 소인이 음조에 대한 인구의 언어 발달에 영향을 미칠 수 있음을 시사할 수 있다. 최근 대립유전자 빈도와 언어적 유형학적 특징 사이의 상관관계가 발견되어 후자의 가설을 뒷받침하고 있다.
음청은 또한 음악에 맞춰 박자를 맞추지 못하는 것(박자 난청 또는 리듬의 부족), 노래를 기억하거나 인식할 수 없는 것과 같은 다른 음악 관련 장애와도 관련이 있다. 이러한 장애는 개별적으로 나타날 수 있지만 일부 연구에 따르면 음치에게 나타날 가능성이 더 높은 것으로 나타났다. W. A. 마티유(W. A. Mathieu)와 같은 경험 많은 음악가들은 훈련을 통해 교정 가능한 성인 음치에 대해 언급했다.